# Fidena nigripes
Fidena nigripes är en tvåvingeart som först beskrevs av Roder 1886.  Fidena nigripes ingår i släktet Fidena och familjen bromsar. Inga underarter finns listade i Catalogue of Life.